# المدرسة القليجية
المدرسة القِليجية هي مجمع مدارس يقع بين سوق البزورية وقصر العظم داخل المدينة القديمة المسورة في دمشق، سوريا.